# Beaches International Jazz Festival
Le Beaches International Jazz Festival (BIJF) est un festival de jazz qui se déroule durant dix jours à Beaches, un quartier de Toronto au Canada, tous les ans au mois de juillet. La première édition a eu lieu en 1988.
Il s'agit de l'un des plus grands festivals de jazz gratuits du Canada, avec environ 800 000 visiteurs sur dix jours. Le festival se déroule dans différentes salles de concert à travers la ville, ainsi que dans plusieurs parcs publics et le long de Queen Street East, qui longe la plage sur deux kilomètres. Il comporte six scènes principales : la grande scène des Kew Gardens ; le Latin Square et des scènes réservées aux big bands (également dans les Kew Gardens) ; la scène du parc Woodbine ; et des scènes-tremplin pour de nouveaux groupes. 

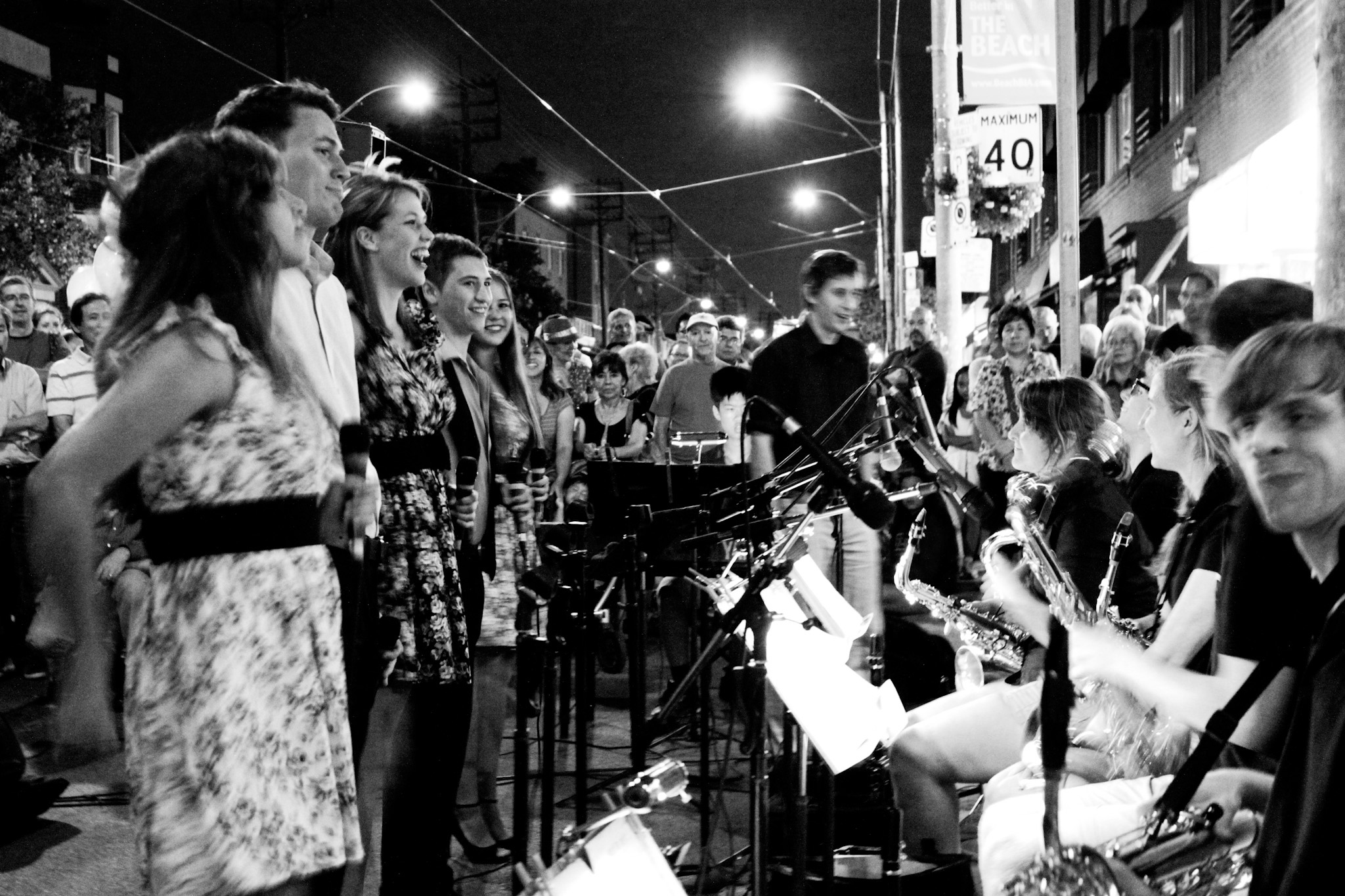
Le Toronto All-Star Big Band en concert dans les rues de Toronto lors de l'édition 2012 du festival.

Chaque année, le festival de Beaches rassemble des grands noms du jazz et de jeunes talents locaux, dont des musiciens de jazz « nouvelle génération ». Plus de mille artistes s'y produisent, dont cinquante groupes rien que dans le cadre de la Street Fest, le long de Queen Street East. En outre, une librairie consacrée au jazz est installée au sein du festival et organise des séances de lecture destinées au public et aux musiciens.
Le financement du BIJF est en grande partie public, grâce aux subventions du Ministère du tourisme et de la culture de la province d'Ontario, mais comprend également des donations communautaires. En novembre 2011, le Gouvernement du Canada a effectué une subvention de 200 000 dollars canadiens au titre d'un programme de financement conduit par Patrimoine Canada. 